# Fabio Baratella
Fabio Baratella (Rovigo, 28 dicembre 1951) è un politico italiano.

## Biografia
Sindaco di Rovigo dal 1994 al 2000.
Dal 2001 è senatore della Repubblica, eletto nelle file dei DS, nella XIV Legislatura.
Viene poi eletto deputato nal 2006 con L'Ulivo. Al momento dello scioglimento dei DS, nel maggio 2007, aderisce a Sinistra Democratica e successivamente al Partito Socialista, con cui è ricandidato alla Camera nel 2008, senza risultare rieletto.
Con "Democrazia e Socialismo", associazione prevalentemente composta dai sostenitori della mozione di Gavino Angius dell'ultimo congresso DS, il 12 luglio 2009 annuncia la sua iscrizione al Partito Democratico.
Nel 2021 diventa presidente della sezione A.N.P.I. di Rovigo.